# Сараха (растение)
Сараха (лат. Saracha) — род растений семейства Паслёновые, распространённых в андском регионе Южной Америки.

## Виды
По информации базы данных The Plant List, род включает 13 видов:
- Saracha alata Dunal
- Saracha auriculata Miers
- Saracha contorta Ruiz & Pav.
- Saracha diffusa Miers — Сараха съедобная
- Saracha guttata (Miers) Miers
- Saracha lobata Bitter
- Saracha potosina (Rob. & Greenm.) Averett
- Saracha pubescens (Roem. & Schult.) Dunal
- Saracha punctata Ruiz & Pav.
- Saracha quitensis (Hook.) Miers
- Saracha sordideviolacea Bitter
- Saracha spinosa (Dammer) D'Arcy & D.N.Sm.
- Saracha villosa (Zucc.) G.Don

Некоторые вид сарахи сейчас рассматриваются в составе других родов. В частности, правильное название для вида Saracha edulis Thell. — Jaltomata procumbens (Cav.) J.L.Gentry